# Остёр (Смоленская область)
Остёр — село в Смоленской области России, в Рославльском районе. Расположен в южной части области в 10 км к северо-западу от Рославля, на автодороге Р120 Орёл—Витебск. 
Население — 1,902 тыс. жителей (2007 год). До 2004 года было посёлком городского типа.
Центр Остёрского сельского округа.

## История
Возник на основе полустанка Васьково железной дороги Рига-Орёл в 1919 году на торфоболоте Остёр. С 1949 года – посёлок городского типа, с 2004 – село.

## Экономика
Рославльское торфопредприятие, основная деятельность - производство торфа и изделий из него (брикеты, горшочки и пр.) Для вывозка торфа с участка добычи используется узкоколейная ветка. Хлебокомбинат. Рославльская ДСПМКа,деятельность организации - производство асфальтобетонного покрытия.

## Транспорт
В селе находится одноимённый железнодорожный остановочный пункт на линии Колодня — Рославль, открытый в 1924 году.